# Corrado d'Altamura
Corrado d’Altamura es una ópera en tres actos del compositor italiano Federico Ricci, con libreto en italiano de Giacomo Sacchero. Fue estrenada en el Teatro de La Scala de Milán el 16 de noviembre de 1841.

## Historia
Tras los éxitos obtenidos con sus anteriores óperas, La prigione di Edimburgo (Trieste, 1838) y Luigi Rolla (Florencia, 1841), Corrado d’Altamura supuso el lanzamiento internacional del compositor Federico Ricci. Con un argumento similar al de Oberto de Verdi, está considerada la obra maestra de su autor, que no desmerece ante obras contemporáneas del propio Verdi o de Donizetti.
El estreno de la ópera, con el que concluía la temporada de otoño de La Scala, era muy esperada por el público, tanto por ver la nueva ópera de un compositor que había cosechado ya notables éxitos, como por el hecho de que la única ópera que había estrenado hasta ese momento en La Scala, Un duello sotto Richelieu, se había saldado con un rotundo fracaso. La suerte le sonrió en este caso al compositor, que cosechó un rotundo éxito. Fueron especialmente aplaudidos el terceto del primer acto y la escena final que cantó Luigia Abbadia.
Tras el exitoso estreno en Milán, la ópera se representó en numerosas ciudades italianas en los siguientes años: Venecia( en el Teatro La Fenice, con Napoleone Moriani y Filippo Coletti) Turín, Bérgamo, Roma y Trieste en 1842, Módena en 1844, Verona en 1845 o Nápoles en 1850. Fuera de Italia, la ópera se representó en Viena en 1842, Barcelona en 1843 (el 21 de mayo, en el Teatro Principal, representándose posteriormente en el Liceu el 9 de noviembre de 1851), París y Londres en 1844, Madrid y Copenhague en 1845, Lisboa en 1846, Boston en 1847, Santiago de Chile en 1850, Malta en 1851 o Buenos Aires en 1860. En Italia se representó hasta 1862, siendo interpretada por última vez en Oporto en 1863.
Aunque se han grabado partes de la ópera, no ha sido recuperada en época moderna en ninguna representación pública.

## Personajes
| Personaje                                                                                            | Voz                        | Elenco del estreno Director de orquesta: Eugenio Cavallini |
| --- | -------------------------- | ---------------------------------------------------------- |
| Corrado (conde de Altamura)                                                                          | barítono                   | Felice Varesi                                              |
| Delizia (su hija)                                                                                    | soprano                    | Luigia Abbadia                                             |
| Roggero (duque de Agrigento y de Aragona)                                                            | tenor                      | Carlo Guasco                                               |
| Guiscardo Bonello (caballero de ventura)                                                             | mezzosoprano “en travesti” | Marietta Brambilla                                         |
| Giffredo (capitán de ventura)                                                                        | bajo                       | Gaetano Rossi                                              |
| Marchese Albarosa (de Navarra)                                                                       | tenor                      | Napoleone Marconi                                          |
| Margarita (su hija)                                                                                  | mezzosoprano               | Felicita de Baillou-Hillaret                               |
| Isabella                                                                                             | soprano                    | Teresa Ruggeri                                             |
| Caballeros de ventura, vasallos, caballeros y damas sicilianos y españoles, pajes, guardias, pueblo. |                            |                                                            |

## Argumento
La acción tiene lugar en Sicilia en el siglo XII.
Prólogo
Sala de armas
Un grupo de caballeros beben y festejan. Bonello en cambio no tiene qué celebrar: enamorado de Delizia, le cuenta a Guiffredo que Roggero desprecia el amor de la dama y va a casarse con otra, pero Giffredo le impide que vaya a contarle esto a Delizia, ya que él mismo va a contárselo al padre de ella, Corrado.
Sala del palacio de Corrado con vistas al jardín
Delizia llora sin que Isabella sepa consolarla. Tiene sospechas de que Roggero ya no la ama. A su llegada, Roggero trata de calmarla, prometiéndole que solo le ama a ella, pero en ese momento llega Giffredo y desenmascara su mentira, contando su intención de casarse con una dama navarra, despertando así el odio de Delizia.
Acto I
Gabinete en el castillo de Aragona
Giffredo, que quiere vengarse de Roggero, le cuenta a Corrado lo sucedido; Corrado se une así a sus deseos de venganza por haber Roggero ultrajado a su hija.
Misma sala que en el prólogo
Mientras se celebra la boda de Roggero, Delizia llora su desgracia. Bonello le confiesa su amor, pero ella lo rechaza. Llega entonces Corrado y empuja a su hija a vengarse apuñalando a Roggero.
Vestíbulo del oratorio en el que están las tumbas de los ancestros de Roggero
Margarita, antes de casarse, exige que Roggero le jure que no ama a otra. Pero entonces, cuando éste le va a entregar el anillo nupcial, se le cae al interior de una tumba, siendo un funesto presagio. Delizia detiene entonces la boda confesando la traición de Roggero, acompañada por Corrado. Albarosa, padre de la novia, expulsa del castillo a Corrado, mientras Roggero jura vengar la afrenta.
Acto II
Pabellón en el campamento de Corrado, junto a las murallas de Aragona
Bonello levanta a los hombres de Corrado contra Roggero. Corrado le encarga a Giffredo que vigile el lugar donde se aloja Delizia. Un ermitaño solicita hablar con Corrado, y una vez ante él, le suplica que perdone a Roggero. Tras insistir y ser rechazado por Corrado, desvela su identidad: es el propio Roggero. Corrado insiste en que se batan en duelo.
Claustro en Aragona
Llega Roggero, arrepentido tras haber matado a Corrado. Allí se encuentra con Delizia, quien está dispuesta a abandonarlo. Pero llegan entonces los hombres de Corrado, con Giffredo y Bonello, para detener a Roggero, y le cuentan a Delizia que él ha matado a su padre. Ella entonces le niega su perdón y lo maldice mientras los hombres lo detienen para castigarlo.

## Discografía
No existe ninguna grabación integral, únicamente fragmentos:
| Año  | Reparto (Corrado, Delizia, Roggero, Guiscardo, Giffredo)                               | Director de Orquesta | Sello discográfico        |
| ---- | -------------------------------------------------------------------------------------- | -------------------- | ------------------------- |
| 2008 | James Westman, Dimitra Theodossiou, Dmitry Korchak, Ann Taylor, Andrew Foster-Williams | Roland Böer          | Opera Rara (Hightlights). |